# Weemoedt (televisieserie)
Weemoedt  is een Nederlandse dramaserie van RTL. De serie is gebaseerd op Ton Idema Weemoedt: over gevallen sterren en dingen die voorbijgaan van Thijs Römer uit 2015. De serie was vanaf september 2016 te zien bij Videoland en werd in januari 2017 uitgezonden op RTL 5.
Volgens het NRC bracht Römer met deze serie een saluut aan Theo van Gogh.

## Rolverdeling
| Acteur                 | Personage                 | Opmerking |
| ---------------------- | ------------------------- | --------- |
| Thijs Römer            | Job Weemoedt              | Hoofdrol  |
| Eva Duijvestein        | Juliet Trispel            | Hoofdrol  |
| Laura de Boer          | Fré                       | Hoofdrol  |
| Isis Cabolet           | Chava Poons               | Bijrol    |
| Frédérique Spigt       | Sjaan de Vries            | Bijrol    |
| Werner Kolf            | Ronnie Macintosh          | Bijrol    |
| Achmed Akkabi          | Jos Castelijn             | Bijrol    |
| Nils Verkooijen        | Ricky Manders             | Bijrol    |
| Florence Vos Weeda     | Claudia 's Gravenzande    | Bijrol    |
| Frederik Brom          | Yves                      | Bijrol    |
| Hajo Bruins            | Bob Ancion                | Bijrol    |
| Marie-Louise Stheins   | Ank van der Doel          | Bijrol    |
| Loes Haverkort         | Anna Novak                | Bijrol    |
| Tobias Nierop          | Koert 's Gravenzande      | Bijrol    |
| Cynthia Abma           | Lizzy van Looijen         | Bijrol    |
| Kees Boot              | Vader Ricky               | Bijrol    |
| Liliana de Vries       | Thirza                    | Bijrol    |
| Kimberley Klaver       | Nina                      | Bijrol    |
| Sanne Langelaar        | Liv Post                  | Gastrol   |
| Melany Smith           | Zichzelf                  | Gastrol   |
| Sol Vinken             | Voetbalspeler             | Gastrol   |
| Johny Voners           | Fransman                  | Gastrol   |
| Don Alphonso           | Vinny                     | Gastrol   |
| Horace Cohen           | Huub                      | Gastrol   |
| Megan de Kruijf        | Fan                       | Gastrol   |
| Tijn Docter            | Relatietherapeut          | Gastrol   |
| Edo Douma              | Ober                      | Gastrol   |
| Melissa Drost          | Tolk                      | Gastrol   |
| Diederick Ebbinge      | Menno                     | Gastrol   |
| Sabri Saad El Hamus    | Rechercheur               | Gastrol   |
| Mamoun Elyounoussi     | Youssef                   | Gastrol   |
| Marijn Klaver          | Richard                   | Gastrol   |
| Roscoe Leijen          | Joep de Rijk              | Gastrol   |
| Niek Mulder            | Zichzelf                  | Gastrol   |
| Han Oldigs             | René 's Gravenzande       | Gastrol   |
| Bob Stoop              | Martijn                   | Gastrol   |
| Christiaan van der Wal | Rechercheur               | Gastrol   |
| Keanu Visscher         | Ronald                    | Gastrol   |
| Jorn Pronk             | Stagiair Talent Republic  | Gastrol   |
| Samantha van Tetering  | Stagiaire Talent Republic | Gastrol   |
| Anne de Jong           | Serveerster               | Gastrol   |

## Afleveringen
De televisieserie bestaat uit één seizoen bestaande uit tien afleveringen. Voordat de serie zijn debuut maakte op televisiezender RTL 5 was hij al sinds september 2016 te zien op streamingdienst Videoland.
| Afl. | Uitzenddatum     | Kijkcijfers | Marktaandeel |
| ---- | ---------------- | ----------- | ------------ |
| 1    | 2 januari 2017   | 224.000     | 3,1%         |
| 2    | 9 januari 2017   | 183.000     | 2,9%         |
| 3    | 16 januari 2017  | 188.000     | 3,2%         |
| 4    | 23 januari 2017  | 145.000     | 2,4%         |
| 5    | 30 januari 2017  | 131.000     | 2,1%         |
| 6    | 8 februari 2017  | 90.000      | 2,2%         |
| 7    | 15 februari 2017 | 52.000      | 1,4%         |
| 8    | 22 februari 2017 | 114.000     | 2,7%         |
| 9    | 1 maart 2017     | 90.000      | 2,1%         |
| 10   | 8 maart 2017     | 58.000      | 1,4%         |